# ناتالیا کائور
ناتالیا کائور (انگلیسی: Nathalia Kaur)، با نام اصلی ناتالیا پنی‌یرو فیلیپه مارتینز که در حرفه اش با نام ناتالیا کائور شناخته می‌شود، مدل و بازیگر برزیلی است که در سینمای هند فعالیت دارد.

## فیلم‌شناسی
| سال  | نام فیلم      | زبان  | نقش  | نکات              |
| ---- | ------------- | ----- | ---- | ----------------- |
| ۲۰۱۲ | دپارتمان      | هندی  |      | آیتم آواز دان دان |
| ۲۰۱۳ | تکاور         | هندی  |      | حضور ویژه         |
| ۲۰۱۳ | برادر         | تلوگو | خودش | حضور ویژه         |
| ۲۰۱۶ | راکی خوش‌تیپ   | هندی  | آنا  |                   |
| ۲۰۲۰ | تفنگ‌های بنارس | هندی  | هیما | [ ۵ ]             |